# カリウダル
カリウダル（Qali'udar、生没年不詳）は、モンゴル帝国建国の功臣の一人。『モンゴル秘史』では合里兀荅児(hélǐwùdáér)、『聖武親征録』では哈柳答児(hāliǔdāér)とも記される。

## 概要
1203年、チンギス・カンは同盟者であったケレイト部のオン・カンの奇襲を受けてバルジュナ湖に逃れざるを得なくなり、チンギス・カンの弟のジョチ・カサルは単身チンギス・カンと合流できたものの妻子はオン・カンの捕虜となってしまっていた。そこでジョチ・カサルは一計を案じ、ジュウレイト部のカリウダル、ウリヤンハン部のチャウルカンを使者としてオン・カンの下に派遣し、「私は未だ兄のチンギス・カンと合流できず、苦しい生活を続けています。私の妻子はオン・カンの下にいると聞いていますが、もし信頼に足る使者を派遣して下されば私はオン・カンの下に帰参しましょう」と述べさせることでケレイト軍の情勢を把握しようとした。更にジョチ・カサルはチャウルカンらに「我々は使者の後を追って移動し、ケルレン川流域のアルカル・ゲウギで待ち伏せる。戻るときにはアルカル・ゲウギを目指すように」と言いつけた。
オン・カンの下にやってきたカリウダルとチャウルカンは計画通りジョチ・カサルの口上を述べ、油断しきっていたオン・カンは彼等の言葉を信じ、信頼する部下イトルゲンを使者として派遣した。打ち合わせ通りにチャウルカンらがアルカル・ゲウギに着くと、異変に気づいたイトルゲンは逃げだそうとしたが、脚の早い馬に乗ったカリウダルが先を塞ぎ、脚の襲い馬に乗ったチャウルカンが後ろから矢を射て馬を倒し、イトルゲンを捕虜とした。その後、チャウルカンを通じてケレイト部の動静を知ったチンギス・カンはチャウルカンらを道案内とし、オン・カンの陣営を奇襲して勝利を収めた。